# Liebeskummer lohnt sich nicht
Liebeskummer lohnt sich nicht is een single van de Zweedse schlagerzangeres Siw Malmkvist.
In 1964 haalde ze met dit lied de eerste plaats in de Duitse hitparade en bleef er tien weken lang mee aan de top.

## Tracklist

### 7" Single
Metronome M 404 (1964)
1. Liebeskummer lohnt sich nicht - 2:30
2. Ein Herz ist kein Spielzeug - 2:17

## Hitnotering
| Liebeskummer lohnt sich nicht | Liebeskummer lohnt sich nicht | Liebeskummer lohnt sich nicht | Liebeskummer lohnt sich nicht | Liebeskummer lohnt sich nicht | Liebeskummer lohnt sich nicht | Liebeskummer lohnt sich nicht | Liebeskummer lohnt sich nicht | Liebeskummer lohnt sich nicht | Liebeskummer lohnt sich nicht | Liebeskummer lohnt sich nicht | Liebeskummer lohnt sich nicht | Liebeskummer lohnt sich nicht | Liebeskummer lohnt sich nicht | Liebeskummer lohnt sich nicht | Liebeskummer lohnt sich nicht | Liebeskummer lohnt sich nicht | Liebeskummer lohnt sich nicht |
| Hitlijst                      | Datum van binnenkomst         | Week:                         | 1                             | 2                             | 3                             | 4                             | 5                             | 6                             | 7                             | 8                             | 9                             | 10                            | 11                            | 12                            | 13                            | 14                            | Laatste notering              |
| ----------------------------- | ----------------------------- | ----------------------------- | ----------------------------- | ----------------------------- | ----------------------------- | ----------------------------- | ----------------------------- | ----------------------------- | ----------------------------- | ----------------------------- | ----------------------------- | ----------------------------- | ----------------------------- | ----------------------------- | ----------------------------- | ----------------------------- | ----------------------------- |
| Tijd voor Teenagers Top 10    | 11-07-1964                    | Positie:                      | 9                             | 8                             |                               |                               |                               |                               |                               |                               |                               |                               |                               |                               |                               |                               | 18-07-1964                    |
| Tijd voor Teenagers Top 10    | 08-08-1964                    | Positie:                      |                               |                               | 6                             | 9                             | 7                             | 6                             | 5                             | 7                             | 7                             | 6                             | 6                             | 5                             | 5                             | 7                             | 24-10-1964                    |